# Ioan Popovici (Provincialul)
Ioan Popovici (n. 16 august 1857, Galați, România – d. 6 august 1956, București, România) a fost unul dintre generalii Armatei României din Primul Război Mondial.
Generalul Ioan Popovici era cunoscut în armată sub numele de „Provincialul”, pentru că era „un ofițer ce rămăsese cu apucăturile unui grad inferior”:p. 129
În Primul Război Mondial a comandat Corpului I Armată, ridicându-i-se comanda după pierderea Bătăliei de la Sibiu, fiind trecut definitiv în retragere. :p. 275

## Lucrări
- Ioan Popovici (maior), Organisarea armatei române, vol I. Schiță istorică a organisării de la 1830-1877, Roman, 1900